# Anzola dell'Emilia
Pour les articles homonymes, voir Anzola.

Anzola dell'Emilia (Anzôla en dialecte bolonais) est une commune italienne d'environ 12 000 habitants située dans la ville métropolitaine de Bologne, dans la région Émilie-Romagne, dans le Nord de l'Italie.

## Géographie
Le territoire d'Anzola dell'Emilia' est situé entre le torrent Samoggia et son affluent le torrent Lavino, ainsi que de nombreux petits rus, dont les eaux proviennent des Apennins et véhiculées principalement par le Reno. La commune est traversée par la via Emilia, entre Modène (27 km) et Bologne (13 km), avec qui elle fait confins. L’altitude moyenne de la commune est de 38 mètres, au milieu d’une plaine drainée par de nombreux canaux d’assainissement qui depuis le Moyen Âge n’ont cessé de bonifier cette ancien territoire marécageux de la valle Padusa.

La cité est reliée à l’autoroute A1 Milan-Bologne-Florence ou A17 Bologne-Ancône par les bretelles autoroutières.
 
Grandes villes voisines :
– Bologne 13 km ;
– Milan 188 km ;
– Florence 87 km.

## Histoire

### Antiquité et Moyen Âge
Grâce à sa position géographique, la zone fut habitée dès l’époque du néolithique et, comme l’attestent les nombreuses fouilles archéologiques, par des populations dites de terranova, villanovienne et Étrusques.

La présence romaine est répertoriée dans des écrits tels ceux de Polybe et Pomponius Mela, et le premier acte public date de 888 et archivé au monastère bénédictin de saint Martin.
Au début du XIIe siècle, la commune de Bologne en opposition à l’état pontifical, annexa la commune de Anzola quand en 1157, Rinaldino da Unciola allié à Cattaneo di Monteveglio trahit l’évêque et offrit le territoire aux Bolonais. En 1220, Frédéric II du Saint-Empire remit les choses en ordre mais, en 1231, Bologne s’empara du château, déclenchant la colère du papa Grégoire IX.
En 1249, Anzola partecipa aussi à la lutte de la ligue lombarde, au côté de Bologne, jusqu’à la victoire de la bataille de Fossalta près de Modène. Le prince Enzio, roi de Sardaigne, et fils de Frédéric II, furent faits prisonniers par trois bolonais, dont Michele degli Orsi et après quelques jours au château d’Anzola, furent transférés à Bologne.
Entre 1274 et 1278, les citoyens de Anzola se rebellent contre les taxes à payer ; Affaire résolue en 1289 par une convention entre l’évêché et les habitants de la commune.

### Renaissance et temps modernes
Au XIVe siècle, Anzola fut au centre des affrontements entre guelfes et gibelins et des guerres contre les Visconti. En 1600, à la suite des luttes incessantes, le château fut abattu.

En 1643, Anzola subit le fléau de la peste, apportée par Édouard Ier Farnèse duc de Parme en lutte contre le pape Urbain VII.

Avec l’arrivée de Napoléon Bonaparte au début du XIXe siècle, Anzola fut institué en commune avec fondation de l’école publique, de la garde nationale et du service militaire obligatoire. De cette époque, débutèrent les polémiques avec la commune de Bologne et contre diverses taxes communales propres à Anzola comme celles sur les produits moulus en 1869, contre les expulsions en 1906.

## Monuments
- La tour du roi Enzio, appelée ainsi parce qu’elle hébergea le roi Enzio en 1249.
- L’église paroissiale de 1300, face à la tour du roi.
- la tombe de l’évêque, palais du XIVe siècle, résidence estivale des évêques

## Administration
| Période                                  | Période  | Identité   | Étiquette     | Qualité |
| ---------------------------------------- | -------- | ---------- | ------------- | ------- |
| 14/06/2004                               | En cours | Loris Ropa | Centre gauche |         |
| Les données manquantes sont à compléter. |          |            |               |         |

### Hameaux
Castelletto, Lavino di Mezzo, Madonna dei Prati, Martignone, Ponte Samoggia, San Giacomo Del Martignone

### Communes limitrophes
Bologne (13 km), Calderara di Reno (6 km), Castelfranco Emilia (13 km), Crespellano (7 km), Sala Bolognese (11 km), San Giovanni in Persiceto (10 km), Zola Predosa (7 km)

## Population

### Évolution de la population en janvier de chaque année
| 1861  | 1901  | 1921  | 1951  | 1961  | 1971  | 1981  | 1991   | 2001   |
| ----- | ----- | ----- | ----- | ----- | ----- | ----- | ------ | ------ |
| 3 697 | 4 361 | 5 319 | 5 906 | 5 769 | 7 505 | 8 465 | 10 040 | 10 373 |

| 2011   | - | - | - | - | - | - | - | - |
| ------ | - | - | - | - | - | - | - | - |
| 11 961 | - | - | - | - | - | - | - | - |

### Ethnies et minorités étrangères
Selon les données de l’Institut national de statistique (ISTAT) au 1er janvier 2012, la population étrangère résidente et déclarée était de 1202 personnes, soit 10 % de la population résidente.
Les nationalités majoritairement représentatives étaient :
| Pos. | Pays     | Population |
| ---- | -------- | ---------- |
| 1    | Maroc    | 311        |
| 2    | Roumanie | 183        |
| 3    | Albanie  | 138        |
| 4    | Tunisie  | 89         |
| 5    | Moldavie | 56         |
| 6    | Ukraine  | 49         |

## Jumelage
- Polistena (Italie)

## Personnalités liées à Anzola dell'Emilia
- Carlo Grimandi, musicien et compositeur (1875-1933)
- Giordano Turrini, cycliste (1942)
- Pietro di Giovanni d'Anzola (en latin Petrus de Unzola) (Anzola, 1258 – Bologne, mai 1312), notaire et  juriste.

## Note
1. ↑  (it) Popolazione residente e bilancio demografico sur le site de l'ISTAT.

## Sources
- (it) Cet article est partiellement ou en totalité issu de l’article de Wikipédia en italien intitulé « Anzola dell'Emilia » (voir la liste des auteurs) le 21/11/2012.